# Бородино (Верховажский район)
Бородино — упразднённый хутор в Верховажском районе Вологодской области России.

## География
Урочище находится в северной части области, в подзоне средней тайги, в пределах южной части Важско-Кулойской низины, на левом берегу реки Терменьги, на расстоянии примерно 9 километров (по прямой) к юго-юго-востоку от села Верховажье, административного центра района.

### Климат
Климат характеризуется как умеренно континентальный. Среднегодовая температура воздуха — +1,8 °C. Абсолютный минимум температуры воздуха составляет −46 °C; абсолютный максимум — +37 °C. Безморозный период длится 110—115 дней. Среднегодовое количество атмосферных осадков составляет 637 мм. В течение года преобладают ветра юго-западного направления.

## История
В 1940 году упоминается как выселки Бородино. По состоянию на 1 января 1973 года хутор в составе Терменгского сельсовета Верховажского района.
Исключён из учётных данных решением облисполкома № 204 от 5 апреля 1977 года как прекративший своё существование.